# Simone van der Vlugt
Simone van der Vlugt (* 15. prosince 1966 Hoorn) je nizozemská spisovatelka detektivek a historických románů.

## Život
Simone van der Vlugt se narodila v Hoornu, na Pedagogické škole v Amsterdamu vystudovala nizozemštinu a francouzštinu. Od útlého věku se věnovala literární tvorbě. V roce 1995 debutovala historickou knihou pro mládež Amulet, která pojednává o honu na čarodějnice. Tomuto žánru se věnovala i nadále a svou tvorbu směřovala k čtenářům od 13 let.
Simone van der Vlugt žije v současné době spolu se svým manželem a dvěma dětmi v Alkmaaru. Její tvorba je překládána do němčiny, angličtiny, italštiny i španělštiny. 

## Dílo
V literatuře debutovala v roce 1995, kdy napsala historickou knihu pro mládež Amulet (De amulet), v čemž i nadále pokračovala a věnovala se literární tvorbě pro děti a mládež. Autorka ve své tvorbě přibližuje určité historické období skrze chlapecké i dívčí dobrodružné příběhy, jejichž hrdiny jsou právě děti. Svou pozornost obrací hlavně na dobu od přelomu letopočtu po 19. století.
V roce 2004 vydala svou první detektivku Maturitní sraz (De reünie), která tuto autorku uvedla do pozice bestsellerové spisovatelky. Za svou další detektivní knihu Za bílého dne (Op klaarlichte dag) obdržela cenu NS Publieksprijs a Crimezone award. I další její knihy byly na velmi vysoké literární úrovni, což se projevilo jejich nominací na tuto cenu a odpovídala tomu i jejich popularita mezi čtenáři.
V roce 2012-2014 uvedla na trh třídílnou sérii, ve které vystupuje jako hlavní hrdinka mladá detektivka Lois – Nikomu to neříkej, Zítra jsem zase doma a Neptej se proč.
Rok 2009 se stal milníkem v její tvorbě, kdy přechází od knih pro děti a mládež k tvorbě pro dospělé. V jejích historických románech se opakuje ženská postava, buď fiktivní postava či historická osobnost, která v knize překonává různé životní překážky.
V roce 2015 se detektivní román Maturitní sraz dočkal svého filmového zpracování.
- 1995 De amulet (pro mládež)
- 1999 De guillotine (pro mládež)
- 2000 Zwarte sneeuw (pro mládež)
- 2004 De reünie (detektivka)
- 2005 Schaduwzuster (detektivka)
- 2007 Het laatste offer (detektivka)
- 2008 Blauw water (detektivka)
- 2009 Jacoba, dochter van Holland (historický román)
- 2010 Op klaarlichte dag (detektivka)
- 2011 In mijn dromen (detektivka)
- 2012 Rode sneeuw in december (historický román)
- 2012 Aan niemand vertellen (detektivka, 1. díl)
- 2013 Morgen ben ik weer thuis (detektivka, 2. díl)
- 2014 Vraag niet waarom (detektivka, 3. díl)
- 2015 De lege stad (historický román)
- 2016 Nachtblauw (Půlnoční modř, č. 2017, historický román)
- 2017 Ginevra (historický román)

## Literární ceny
- 2001 Cena mladé poroty města Moers – německá čtenářská cena středoškoláků (De guillotine)
- 2002 De kleine Cervantes (Malý Cervantes) – belgická čtenářská cena středoškoláků města Gent (Zwarte sneeuw)
- 2004 Zilveren Vingerafdruk (Stříbrný otisk prstu, od r. 2010 Crimezone Award) – čtenářská cena za nejlepší detektivku (De reünie)
- 2006 literární cena města Alkmaar (za dosavadní dílo)
- 2009 Zilveren Vingerafdruk (Stříbrný otisk prstu, od r. 2010 Crimezone Award) – čtenářská cena za nejlepší detektivku (Blauw water)
- 2010 NS Publieksprijs – čtenářská cena (Op klaarlichte dag)
- 2010 Crimezone Award – čtenářská cena za nejlepší detektivku (Op klaarlichte dag)